# Société générale de banque
Pour les structures plus récentes, voir Fortis et Ageas.
 (novembre 2024).
Si vous disposez d'ouvrages ou d'articles de référence ou si vous connaissez des sites web de qualité traitant du thème abordé ici, merci de compléter l'article en donnant les références utiles à sa vérifiabilité et en les liant à la section « Notes et références ».
La Banque de la Société Générale de Belgique (1934-1965) puis Société Générale de Banque (1965-1985) et enfin Générale de Banque (1985-1999) est née en 1934 de la scission de la Société Générale de Belgique en deux entités distinctes : un holding (qui conserva le nom de Société Générale de Belgique) et une banque de dépôt, la Banque de la Société Générale de Belgique.
Les activités bancaires de la Générale de Banque remontent toutefois à la création de la Société Générale de Belgique, en 1822 par le roi Guillaume Ier des Pays-Bas.
La Générale de banque exista jusqu'en 1999 : après son rachat en 1998 par le groupe Fortis (alliance entre le groupe d'assurances belge AG et le groupe d'assurance néerlandais AMEV), elle fusionna avec la CGER pour devenir le pôle bancaire de ce holding : Fortis Banque.

## Histoire

### La Banque de la Société générale de Belgique (1934-1965)
L'histoire de la Société générale de Belgique comme banque mixte, entre 1822 et 1934, fait l'objet d'un article distinct. En 1934, le législateur belge interdit à une banque de dépôt de détenir des participations dans des entreprises industrielles.
La Société Générale se sépara de son activité bancaire et en fit apport à une filiale distincte, la Banque de la Société générale de Belgique.
La Banque fut fondée au capital de 500 millions de francs belges, dont 250 souscrits en espèces par la Société Générale de Belgique. La Banque absorba par ailleurs douze banques patronnées régionales, filiales de la Société générale de Belgique et actives en Belgique et dans le Grand-Duché de Luxembourg : 
- la Banque centrale de la Dendre ;
- la Banque centrale de la Dyle et du Limbourg ;
- la Banque centrale de la Sambre ;
- la Banque centrale de Namur et de la Meuse ;
- la Banque centrale tournaisienne ;
- la Banque de Courtrai et de la Flandre Occidentale ;
- la Banque de Flandre et de Gand ;
- la Banque de Verviers ;
- la Banque générale de Liège et de Huy ;
- la Banque générale du Centre ;
- la Banque du Hainaut ;
- la Banque générale du Luxembourg.

Au terme de cette opération de fusion, le réseau national de la banque comprenait 347 agences en 1935. Il fut subdivisé en douze zones administratives, correspondant à celles des anciennes banques régionales fusionnées. Un treizième siège, celui de Bruxelles, couvrait la région de la capitale. Une seule des banques filiales de la Société générale de Belgique actives en Belgique fut épargnée par cette grande manœuvre de concentration et resta autonome : la Banque d’Anvers. Les filiales bancaires de la Société générale de Belgique actives sur les marchés internationaux demeurèrent également autonomes. Il s’agissait de :
- la Banque du Congo belge ;
- la Banque commerciale du Congo ;
- la Banque Belge pour l’Étranger ;
- la BBIE (Banque belge et internationale en Égypte) ;
- la Banque italo-belge ;
- la BUP (Banque de l'Union parisienne).

Dès sa création, la "Banque de la Société générale de Belgique" fut la principale banque belge, tant par le capital que par le montant des dépôts.
En février 1946, le gouvernement procéda à une réforme générale de la réglementation bancaire. À cette occasion, les banques furent réparties en trois catégories : banques de grande circulation, dont les moyens d'action dépassaient 500 millions de francs, banque de moyenne circulation et banques régionales ou spécialisées, dont les ressources n'atteignaient pas 100 millions de francs. Pour chacune de ces catégories, la loi fixa certains coefficients de couverture. C'est ainsi que les banques de grande circulation, dont la Banque de la Société générale faisait bien sûr partie, furent tenues de placer 65 % de leur trésorerie en avances aux institutions publiques de crédit ou en effets publics à court terme. Les seuls effets publics devaient constituer les quatre cinquièmes au moins de la couverture bancaire. Ces mesures étaient prises pour geler la dette publique à court terme dans les banques.
Parallèlement à la législation sur les coefficients de couverture, les relations entre holding et banque filiale évoluent après la guerre. Tout d’abord, la participation de la Société générale de Belgique dans la banque tombe de 50 à 24 % entre 1945 et 1954.
En 1960, un protocole fut signé entre la Société générale de Belgique et la Commission Bancaire, qui précisait quelques règles visant à garantir l'autonomie de la Banque de la Société générale de Belgique vis-à-vis de sa maison mère, la Société générale de Belgique. L'objectif du protocole était de reconnaître le caractère d'intérêt public de la fonction bancaire, en partant du fait que les grandes banques jouaient un rôle crucial dans la vie de la monnaie d'une part et dans celle du crédit et de l'épargne d'autre part. Il y aurait désormais incompatibilité entre les fonctions de président de la Banque et celles de membre du conseil de direction de son actionnaire, la Société Générale de Belgique. D'autre part, la banque et le holding s'engageaient à établir une représentation adéquate du holding au sein du conseil d'administration de la Banque. Enfin, l'organe de gestion journalière de la banque serait composé de mandataires qui s'y consacreraient entièrement et seraient comptables devant le conseil d'administration. Les membres du conseil exerceraient collégialement leur tâche et seraient tous placés sur pied d'égalité. Ce protocole, qui montre les efforts de bonne gouvernance réalisés dès les années 1960, fut modifié à plusieurs reprises dans les années qui suivirent.
Ces questions d’ordre politique s’accompagnent du développement de la Banque de la Société générale de Belgique. De 1945 à 1963, le nombre d’agences passe de 328 à 599, le personnel, de 4 500 à 8 245 personnes et le montant des fonds propres, de 23,3 à 76,8 milliards de francs. Un effort considérable d’internationalisation des activités est consenti durant cette période. De nouvelles banques sont créées à Tanger, Beyrouth, Genève et surtout New York. Des réseaux de collaboration sont tissés avec d’autres banques, comme le European Advisory Committee, formé avec l’Amsterdamsche Bank (nl), la Deutsche Bank, la Midland Bank.

### La Société Générale de Banque (1965-1998)
En 1965, la Banque de la Société Générale de Belgique absorba sa plus ancienne filiale, la Banque d’Anvers, en même temps que la banque du groupe UCB-Solvay, la Société Belge de Banque. La nouvelle entité née de ce rapprochement prit le nom de Société Générale de Banque, au capital de 3,5 milliards de francs. Les dépôts de la filiale bancaire de la Société générale de Belgique passèrent de 54 à 64 milliards, son bilan de 90 à 118 milliards. L'intérêt du holding dans sa filiale bancaire tombait de 24 à 20,7 %, mais celle-ci gérait désormais 40 % des dépôts confiés en Belgique à des établissements financiers et elle occupait la 16e place parmi les banques de la Communauté européenne.
À la tête de la banque, une nouvelle génération de dirigeants s’imposa dans les années 1960. Les principaux d’entre eux furent Robert Henrion, vice-président du comité de direction en 1963 puis président de 1969 à 1976 ; André Rostenne, nommé secrétaire général et membre associé du comité de direction en 1963, vice-président du comité de direction en 1969 et président en janvier 1977 (il succédait à Henrion) ; et Éric de Villegas de Clercamp, directeur dès 1968 et président de 1980 à 1988.
Sous cette direction, la croissance de la banque fut extrêmement rapide. Entre 1965 et 1988, le total du bilan fut multiplié par vingt, le capital social par dix, les réserves par quarante et les dépôts collectés par vingt. Une offensive commerciale fut menée vers le grand public. Elle s’appuya notamment sur un réseau bancaire de plus en plus dense : le nombre d’agences passa de 640 à 1964 à 1 100 en 1975 et sur le même laps de temps, le nombre de comptes à vue de la banque passa de 426 000 à 1 142 000. L’essor fut également facilité par l’informatisation des services : celle des sièges administratifs était réalisée dès 1974, celle des agences commença en 1982.
À l’international, signalons la constitution en 1974 de la Banque belge (France), créée à partir du siège parisien de la Banque Italo-Belge. La Société générale de banque participa aussi à des entreprises consortiales en collaboration avec l’Amsterdamsche Bank, la Deutsche Bank et la Midland Bank. Différentes sociétés filiales communes virent ainsi le jour, comme, en 1967, la Banque européenne de crédit à moyen terme, ou, en 1970, celle de l’European Banks’ International Company (EBIC), chargée de coordonner l’expansion outremer des banques fondatrices. La Société générale de banque apportera plusieurs de ses actifs étrangers au consortium, notamment sa filiale américaine, mais cette expérience d’une collaboration entre banques européennes tournera court lorsque la Deutsche Bank décidera de faire cavalier seul en Amérique du Nord, en 1977.
La banque se met alors à examiner d’autres formes possibles d’expansion et en 1988, un rapprochement avec la banque hollandaise AMRO Bank (nl) semble sur le point d’aboutir. Mais l’histoire de la Générale de Banque connaît un tournant crucial en 1989, lorsque le groupe Suez prend le contrôle de la Société générale de Belgique et devient de ce fait le premier actionnaire de la banque. Le projet de fusion avec l’Amro-Bank est presque aussitôt abandonné. Quelques années plus tard, cependant, le groupe Suez décide de se défaire de ses actifs bancaires qu’il estime ne plus entrer dans sa stratégie. Le groupe Fortis se portera acquéreur de la banque en 1998, l’arrachant de justesse au groupe ABN-Amro.

### L'immersion dans Fortis-Banque (1999)
En 1999, toutes les participations de Fortis dans des sociétés de banque et de placements (Générale de Banque, CGER, VSB Bank (nl), MeesPierson (nl), Fortis Investment) furent apportées à un holding de droit belge. Il était essentiel que le groupe bancaire reste localisé en Belgique, dans la mesure où Fortis voulait acquérir le solde des actions de la CGER et que le gouvernement y mettait comme condition que l'avenir de cette entreprise reste déterminé par un centre de décision de droit belge. En décembre 1998, un accord intervint effectivement avec le gouvernement belge pour le rachat par Fortis du solde de la participation que l'État détenait encore dans la CGER-Banque et dans la CGER-Assurances. Les années 1999-2005 seront celles de l'intégration progressive des différentes entités au sein de Fortis Banque. La suite de l'histoire est racontée dans l'article Fortis.

## En 2009 Fortis Banque devient BNP Paribas Fortis
En 2008, la banque belge Fortis a été fortement touchée par la crise financière mondiale. En conséquence, le gouvernement belge a été contraint d'intervenir pour sauver l'institution financière en difficulté. Cette intervention a conduit à un processus de restructuration et de changement de propriétaire.
Dans le cadre de ce processus, BNP Paribas a acquis une partie des activités de Fortis, notamment ses activités bancaires en Belgique. Cela a conduit à la création de BNP Paribas Fortis, qui est devenue la plus grande banque de Belgique en termes d'actifs et de dépôts.
Le changement de nom de Fortis Banque à BNP Paribas Fortis a été réalisé en 2009 pour refléter le nouveau partenariat avec BNP Paribas et pour renforcer la confiance des clients dans la stabilité et la solidité de la banque après les turbulences financières de la crise. Ce changement de nom a également permis d'aligner l'institution belge avec le réseau international de BNP Paribas, ce qui lui a donné accès à une gamme plus large de produits et services financiers, ainsi qu'à une expertise mondiale.

## Archives de l'entreprise
- Les archives de la Société générale de banque et des sociétés qu'elle a absorbées sont conservées par le BNP-Paribas Fortis Historical Centre.

## Dirigeants

### Liste des présidents
- 1934-1939 : Alexandre Galopin
- 1939-1944 : Willy de Munck
- 1944-1950 : Jules Bagage
- 1951-1963 : Pierre de Bonvoisin
- 1963-1969 : Jules Dubois-Pélerin
- 1969-1976 : Robert Henrion
- 1977-1979 : papy van hemelryck
- 1980-1988 : Éric de Villegas de Clercamp
- 1989-1991 : Paul-Emmanuel Janssen
- 1992- : Ferdinand Chaffart